# Línia Cotonera

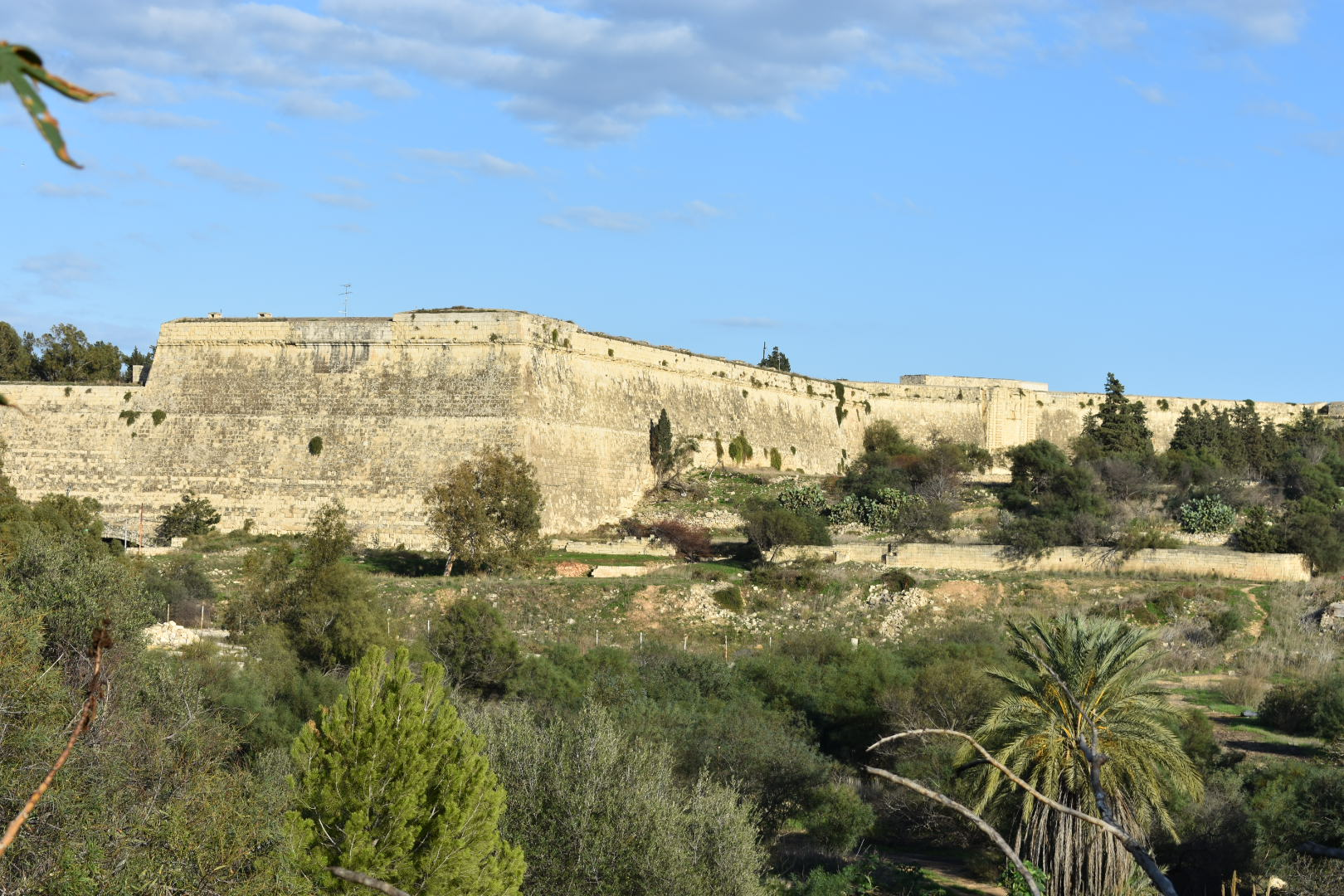
Línia Cotonera

La Línia Cotonera és una fortificació al voltant de les Tres Ciutats de Vittoriosa, Senglea, i Cospicua, a Malta. Està construïda en els turons de Bormla (Cospicua). Foren construïdes pel Gran Mestre Nicolau Cotoner i d'Olesa, nat a Mallorca el 1663, de qui deuen el nom. El seu escut es va col·locar a les fortificacions i avui també forma part de l'escut de Cospicua. Van ser dissenyades per l'enginyer italià Antonio Maurizio Valperga durant el segle xvii.